# 개인 스포츠

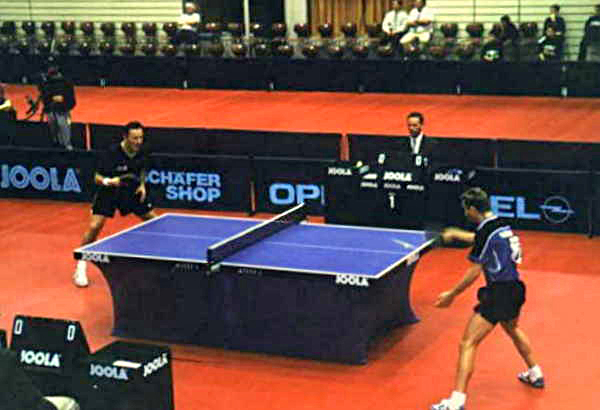

개인 스포츠(Individual Sport)는 팀이 아닌 개인이 공통된 목적을 쫓는 모든 스포츠를 포함한다.

## 같이 보기
- 단체 스포츠
- 올림픽 경기 종목
- 올림픽
- 스포츠